# ウェールズのトライアド
ウェールズのトライアド（Welsh Triads、ウェールズ語：Trioedd Ynys Prydein、グレートブリテン島の三題詩）は、ウェールズの伝承、神話、伝説の歴史の断片を残した中世写本の中に含まれている、関連性のある3つで1組の詩群（三題詩）のことである。

## 内容
テキストの中で言及されているのは、後期ローマン・ブリテン時代のアーサー王をはじめとする半=歴史的キャラクター、祝福されたブラン（en:Bran the Blessed）といった神話の人物、ブリタニー公アラン4世（Alan Fyrganとも呼ばれる）など実在が証明されている人々、カスワラウンやカラドッグ（カラタクス（en:Caratacus））といったブリテンの鉄器時代のキャラクターたちである。
トライアドの中には、例えば、「3人のブリテン島の取るに足らないバルズ（吟遊詩人たち）」といった、何がしかの共通項を持つ3人のキャラクターを簡単に列挙しただけのものもあれば、かなりの量の物語体の説明をしているものもある。おそらく、トライアドの形式は、元々はウェールズの吟遊詩人たちが、自分たちの詩や物語を作る上で、記憶術の助けとすべく生み出したものだったのが、後には、ウェールズ文学の修辞的技巧になってしまったのだと思われる。中世ウェールズの物語『クルフッフとオルウェン』（en:Culhwch and Olwen）の中には多くのトライアドがはめ込まれている。

## 現存する最古のコレクション
ウェールズのトライアドのうち、現存する最も古いコレクションは『ペニアース16（Peniarth 16）』という写本（現在ウェールズ国立図書館にある）に綴じられたもので、その制作年代は1250から1275年の間で、レイチェル・ブロムウィッチ（en:Rachel Bromwich）が編纂した86篇のトライアドの46篇が、この中に含まれている。重要な写本としては他に、『ペニアース45（Peniarth 45）』（1275年頃）、『ルゼルフの白本』（ウェールズ語：Llyfr Gwyn Rhydderch）、『ヘルゲストの赤本』（ウェールズ語：Llyfr Coch Hergest ）がある。

## 後世のコレクション
18世紀のウェールズの古物研究家ヨロ・モルガヌグがトライアドのコレクションを編纂した。モルガヌグは、自分の所有する写本のコレクションから編纂したと主張したが、その中に収められたトライアドのいくつかは中世写本の中から見つかったものにそっくりで、またいくつかはモルガヌグ独自のものだった。モルガヌグが捏造したものだろうと広く信じられている。